# Foidita tefrítica
Les foidites tefrítiques són roques ígnies volcàniques alcalines constituïdes per feldespatoides (entre un 60 i un 90%) i plagiòclasi. És definida modalment al camp 15b del diagrama QAPF de Streckeisen. Es distingeix de la foidita basanítica perquè conté menys del 10% d'olivina modal. És possible canviar el terme tot exposant l'espècie de feldspatoide dominant; per exemple: leucitita tefrítica, nefelinita tefrítica, etc.